# Baie de l'Oussouri
 (février 2023).
Si vous disposez d'ouvrages ou d'articles de référence ou si vous connaissez des sites web de qualité traitant du thème abordé ici, merci de compléter l'article en donnant les références utiles à sa vérifiabilité et en les liant à la section « Notes et références ».
La baie de l'Oussouri (en russe : Уссурийский залив, Oussouriski zaliv) est une baie du nord-ouest du golfe de Pierre-le-Grand, dans la mer du Japon. Elle se trouve en Russie, dans le kraï du Primorie.
La baie de l'Oussouri est longue de 67 km et large de 55 km à son entrée. Sa profondeur varie de 51 à 69 m. La baie de l'Oussouri est une des deux parties du golfe de Pierre-le-Grand, partagé par la péninsule Mouraviov-Amourski, l'autre étant la baie de l'Amour. 
En hiver, les eaux du nord de la baie gèlent, mais la couche de glace est peu épaisse. Sur la côte de la baie, se trouvent plusieurs localités : à l'ouest Vladivostok, au nord Chkotovo, à l'est Bolchoï Kamen et Podiapolskoïe. Sur la côte ouest de la baie se trouvent une station thermale, des pensions et un camp de vacances pour les enfants. La baie de Chamora est bordée par une grande plage de sable, très fréquentée par les habitants de Vladivostok.